# Szczeciak zmienny
Szczeciak zmienny (Hemixos flavala) – gatunek ptaka z rodziny bilbili (Pycnonotidae).

## Występowanie
Szczeciak zmienny występuje w orientalnej Azji.

## Systematyka
Systematyka tego taksonu jest kwestią sporną. Autorzy Kompletnej listy ptaków świata uznają rodzaj Hemixos za monotypowy; w tym ujęciu systematycznym do H. flavala zalicza się następujące podgatunki:
- H. flavala flavala – szczeciak złotoskrzydły – wschodnie Himalaje, północno-wschodni Bangladesz, północno-zachodnia Mjanma i południowe Chiny
- H. flavala hildebrandi – wschodnia Mjanma i północno-zachodnia Tajlandia
- H. flavala davisoni – południowo-wschodnia Mjanma i południowo-zachodnia Tajlandia
- H. flavala bourdellei – południowe Chiny, wschodnia Tajlandia, północny i środkowy Laos
- H. flavala remotus – szczeciak brązowogrzbiety – południowe Indochiny
- H. flavala cinereus – szczeciak siwy – Półwysep Malajski i Sumatra
- H. flavala connectens – szczeciak zielonoskrzydły – północne Borneo
- H. flavala canipennis – południowe Chiny, północno-wschodni Wietnam
- H. flavala castanonotus – szczeciak kasztanowaty – północny Wietnam i Hajnan (u południowo-wschodnich wybrzeży Chin).

Wielu autorów wydziela jednak niektóre podgatunki do osobnych gatunków. Np. Międzynarodowy Komitet Ornitologiczny (IOC) oraz autorzy Handbook of the Birds of the World za osobne gatunki uznają:
- Hemixos cinereus – obejmuje podgatunki cinereus i connectens
- Hemixos castanonotus – obejmuje podgatunki canipennis i castanonotus

Na liście ptaków świata opracowywanej we współpracy BirdLife International z autorami Handbook of the Birds of the World (9. wersja online: październik 2024) takson connectens także uznawany jest za odrębny gatunek; lista ta wykorzystywana jest przez Międzynarodową Unię Ochrony Przyrody (IUCN).

## Status
IUCN dzieli ten takson na cztery odrębne gatunki, wszystkie zalicza do kategorii najmniejszej troski (LC, Least Concern).